# 胡玲
胡玲（英語：Evelyn Hu，1945年5月15日—）是一位美国华人女性微电子技术专家。

## 生平
1945年出生于美国，祖籍上海，美国国家科学院院士、台湾中央研究院数理科学组院士、加州大学圣塔芭芭拉分校电机及电子计算机工程系教授、加州奈米系统机构（CNSI）的共同负责人。

## 学术研究
主要从事以物理行为研究奈米尺度下的电子结构研究。